# Hoshyar Zebari
Hoshyar Mahmud Mohammed Zebari, também conhecido simplesmente como Hoshyar Zebari (também escrito Hoshyar Zebari/Zibari, em curdo: Hişyar Zêbarî; nascido em 23 de setembro de 1953) é um político iraquiano que anteriormente serviu como vice-primeiro-ministro do Iraque em 2014 e também como Ministro das Finanças até 2016. Foi Ministro dos Negócios Estrangeiros de 2003 a 2014.